# Agua de Bueyes
Agua de Bueyes est une localité espagnole située sur l'île de Fuerteventura, dans l'archipel des îles Canaries. Elle fait partie de la municipalité d'Antigua et de la province de Las Palmas.

## Histoire
Au milieu du XIXe siècle, le lieu était identifié comme une place de péage faisant déjà partie de la municipalité d'Antigua. Il est décrit par Pascual Madoz dans le premier volume du Dictionnaire géographique, statistique et historique de l'Espagne et de ses possessions d'outre-mer.
En 2022, la zone de population comptait 302 habitants enregistrés dont 201 dans la localité proprement dite.